# إيفا بونيير
إيفا فريدريكا بونيير (بالسويدية: Eva Bonnier)‏ (ستوكهولم في 17 نوفمبر 1857 - كوبنهاغن في 13 يناير 1909) رسامة سويدية.

## سيرة شخصية
وُلدت إيفا بونير في ستوكهولم، وهي ابنة الناشر ألبرت بونير، ودرست الرسم عند أوغست مالمشتورم وانضمت كطالبة إلى قسم النساء في الأكاديمية الملكية السويدية للفنون في ستوكهولم في عام 1878. سافرت مع صديقتها وزميلتها حنا هيرش إلى باريس في عام 1883، وبقيت هناك حتى عام 1889. مُنحت لوحتها «الموسيقى» (1889) جائزة الذكر المشرف في صالون باريس. بعد عودتها إلى السويد في عام 1889، نشطت كرسامة حتى عام 1900، ومعظم أعمالها تمحور حول الصور الشخصية، مثل لوحة ليسين بونيير (شقيقة زوجها)، الصناعي Hjalmar Lundbohm ، السياسي Moritz Rubenson [الإنجليزية] ، المعلم Carl Meijerberg [الإنجليزية] والشاعر والباحث أوسكار ليفيرتين. عرضت بونير عملها في قصر الفنون الجميلة في معرض الكولومبي العالمي لعام 1893 في شيكاغو، إلينوي. العديد من أعمالها معروضة في المتحف الوطني، ستوكهولم.

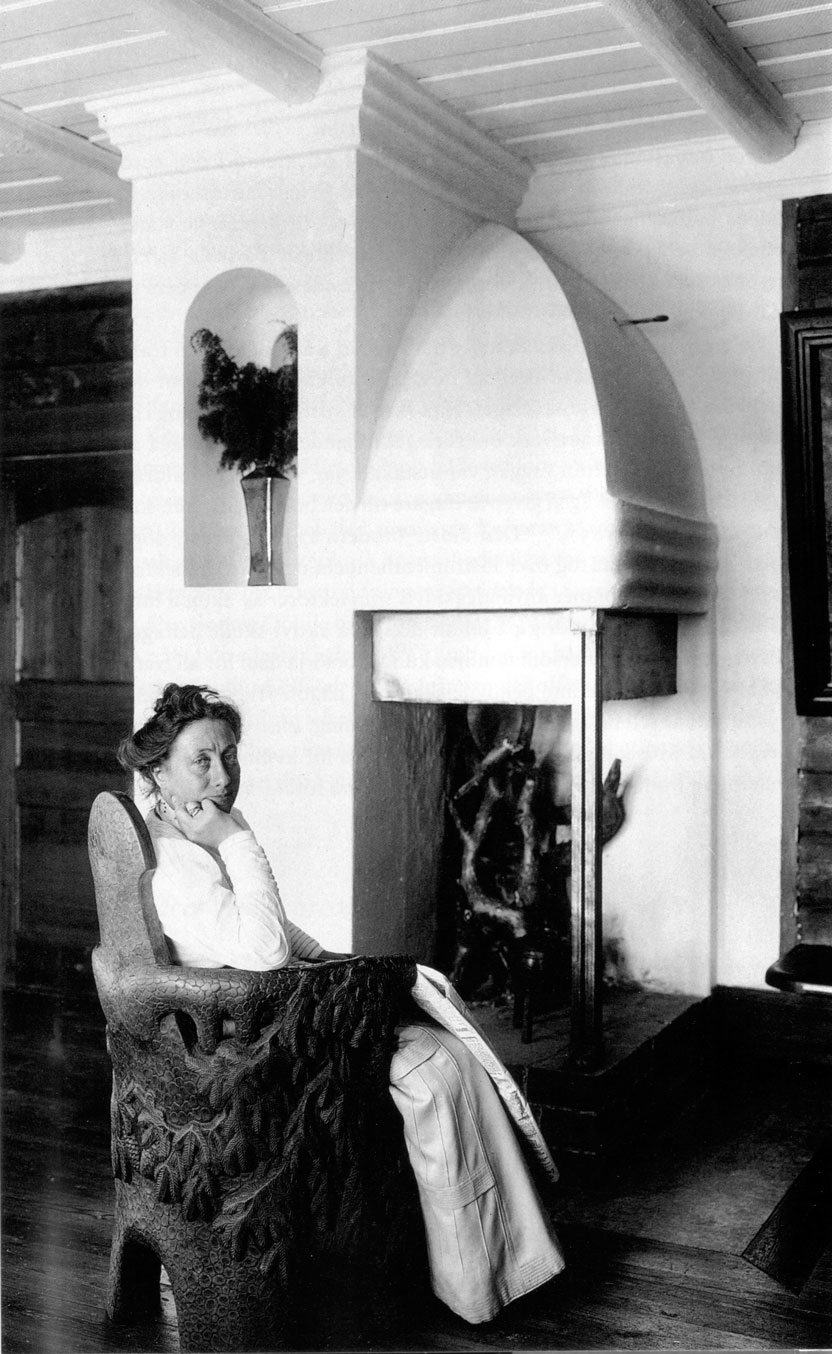
إيفا بونيير ، 1905

بعد عام 1900 هدأت بونييه كفنانة وكرست نفسها لعملها الخيري، وتمكنت من خلال ثروتها. أسست مؤسسة لتجميل ستوكهولم، حيث مولت في سنواتها الأولى لوحات ومنحوتات للأماكن والمؤسسات العامة، مثل المكتبة الملكية وجامعة ستوكهولم والعديد من مدارس ستوكهولم. وما تزال المؤسسة ناشطة.
عانت إيفا بونير من الاكتئاب المتكرر وأنهت حياتها في عام 1909.

## أعمال مختارة

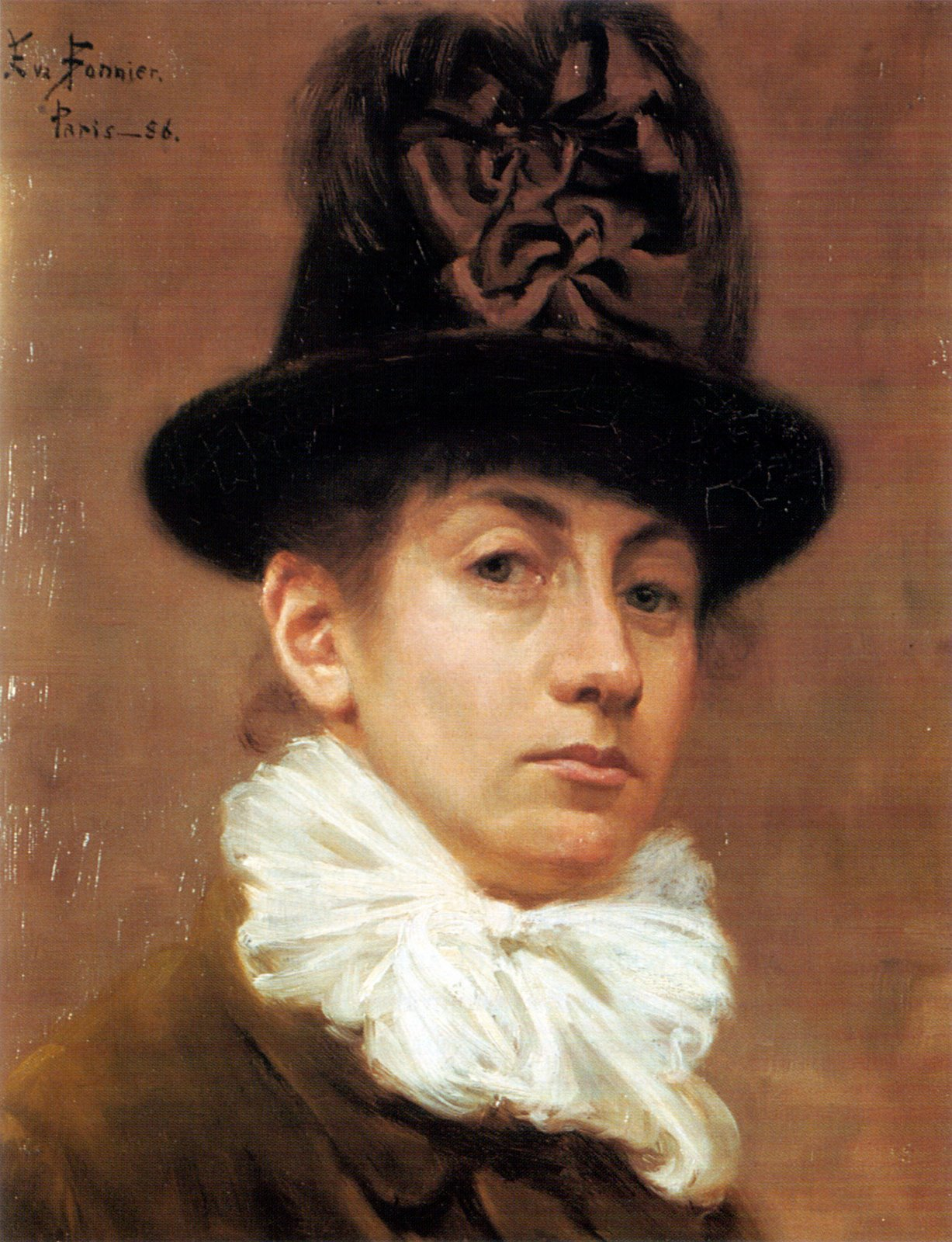
1886 ( صورة شخصية ، مجموعة صور عائلة بونييه ، ستوكهولم)
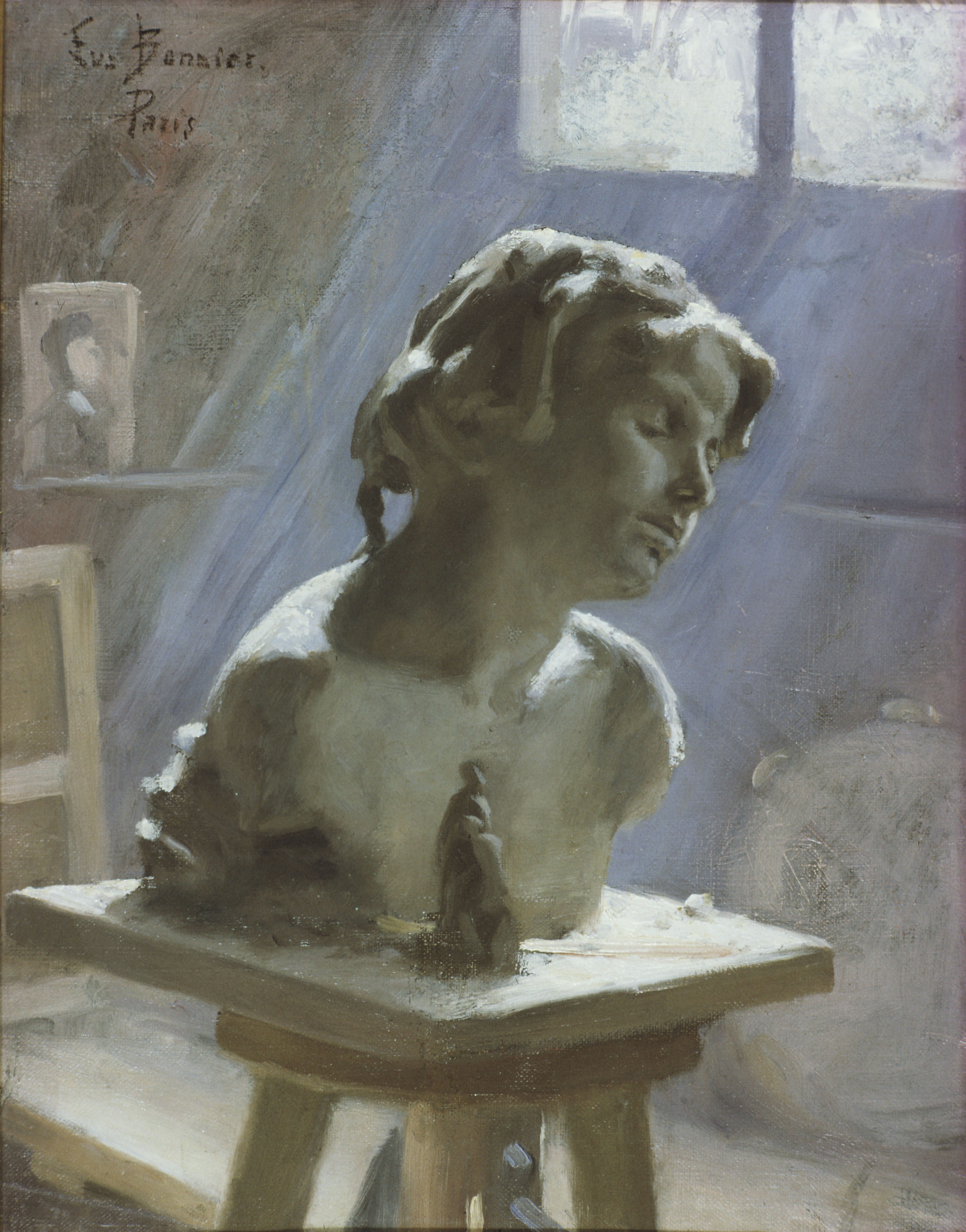
1886 ( داخل استوديو في باريس  [لغات أخرى]‏ ، المتحف الوطني ، ستوكهولم)
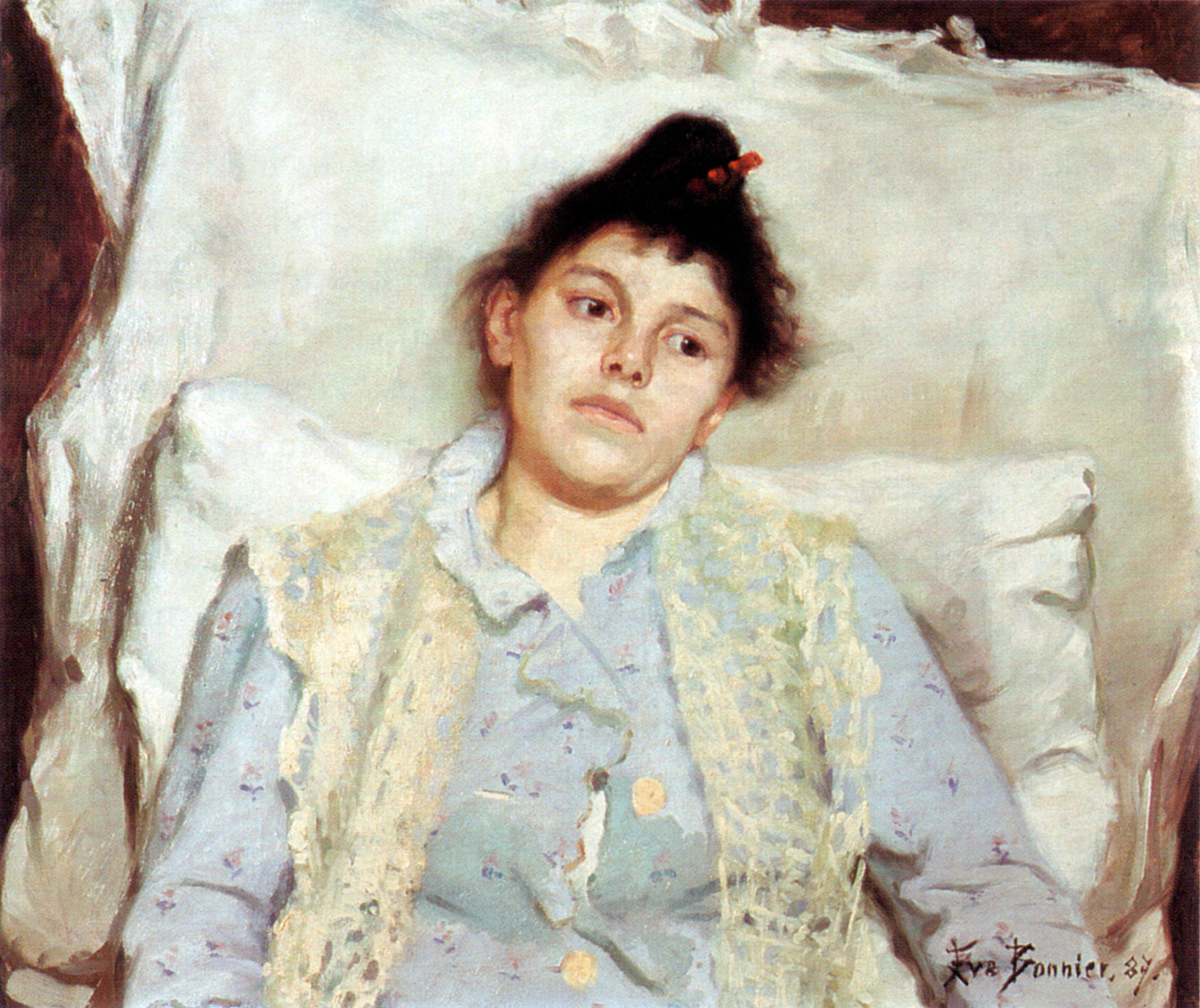
1887 ( Magdalena ، Waldemarsudde )
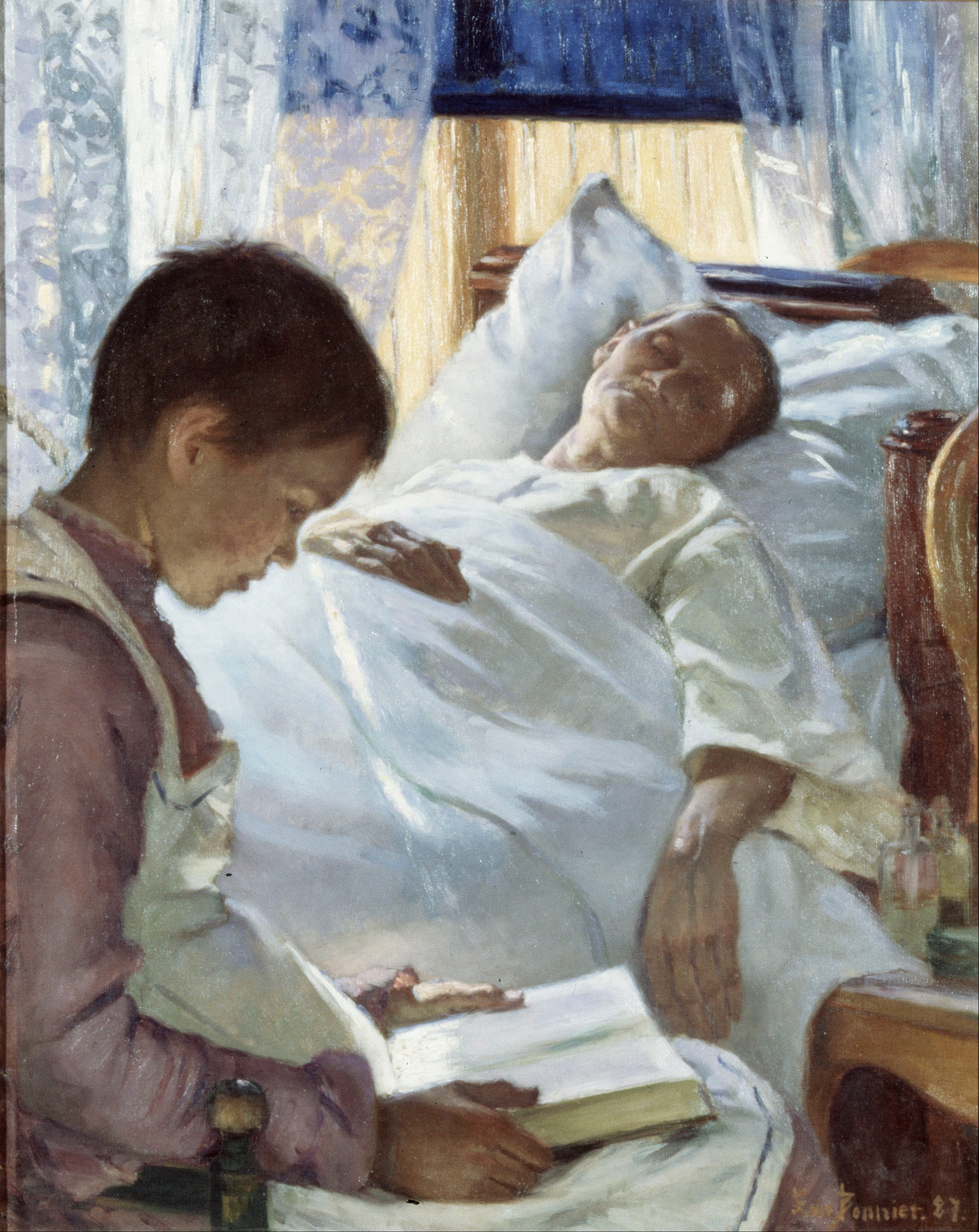
1887 ( انعكاس في الأزرق ، المتحف الوطني)
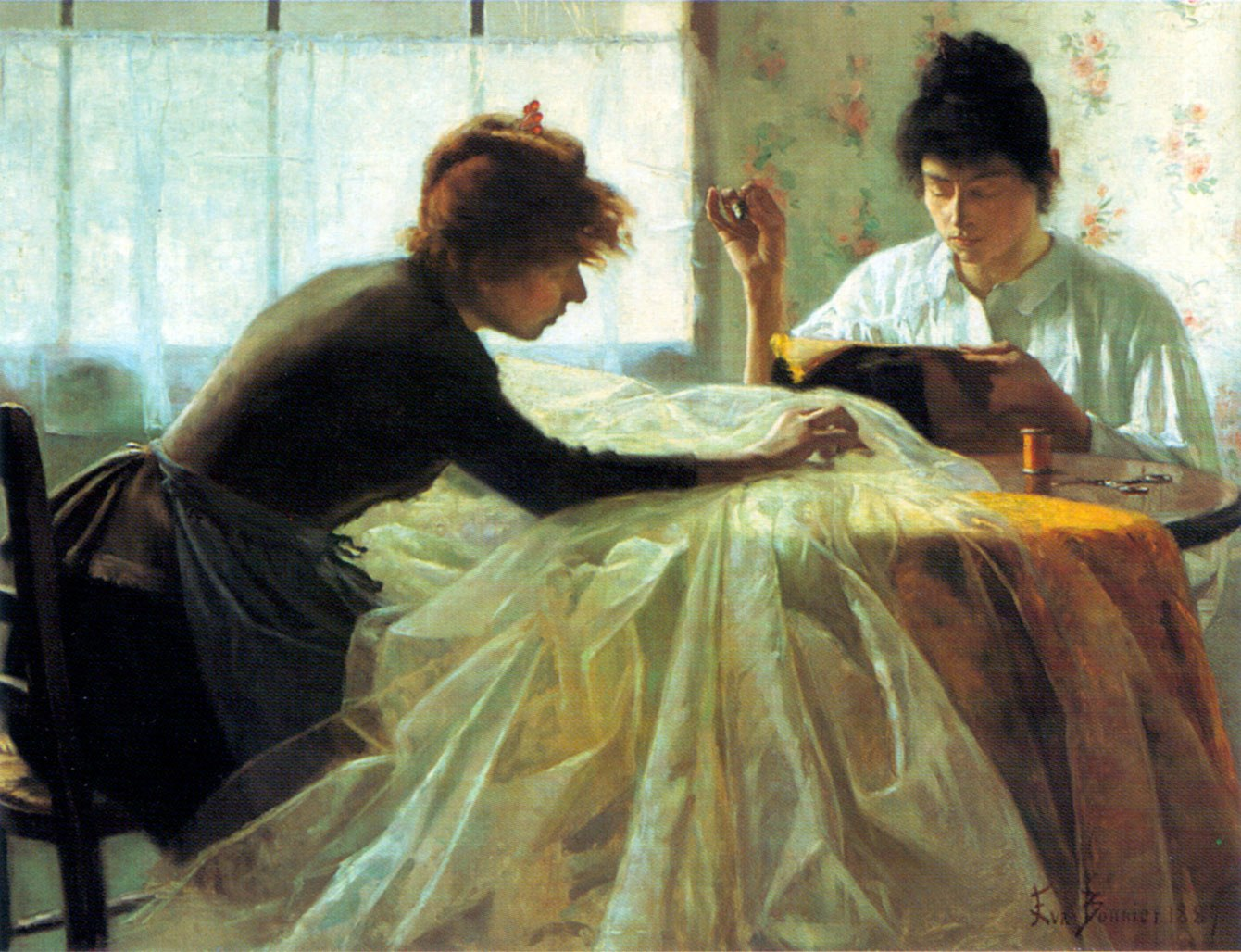
1887 ( خياطون )
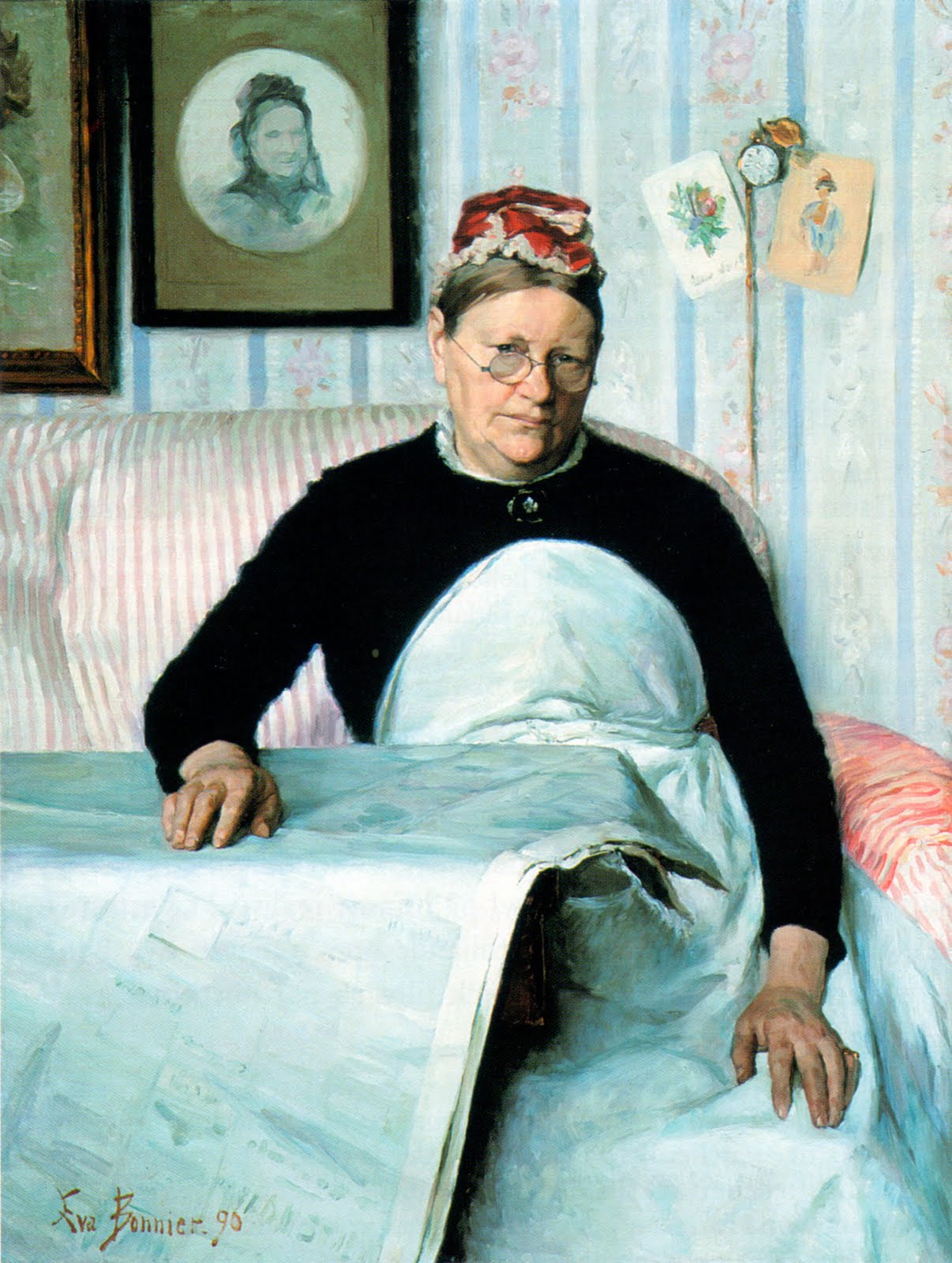
1890 ( The House Keeper ، Nationalmuseum ، ستوكهولم)
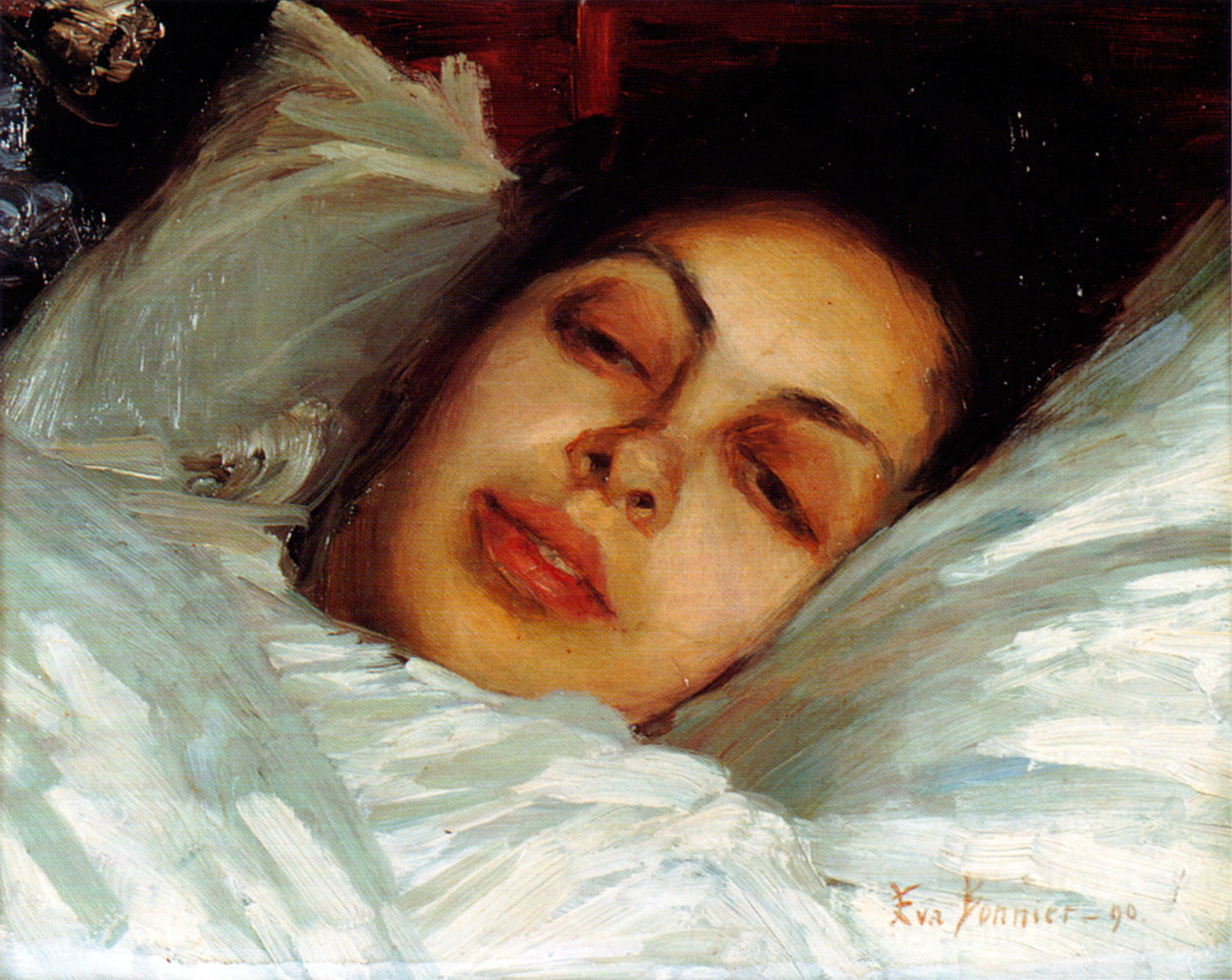
1890 ( Convalescent ، Lisen Bonnier)
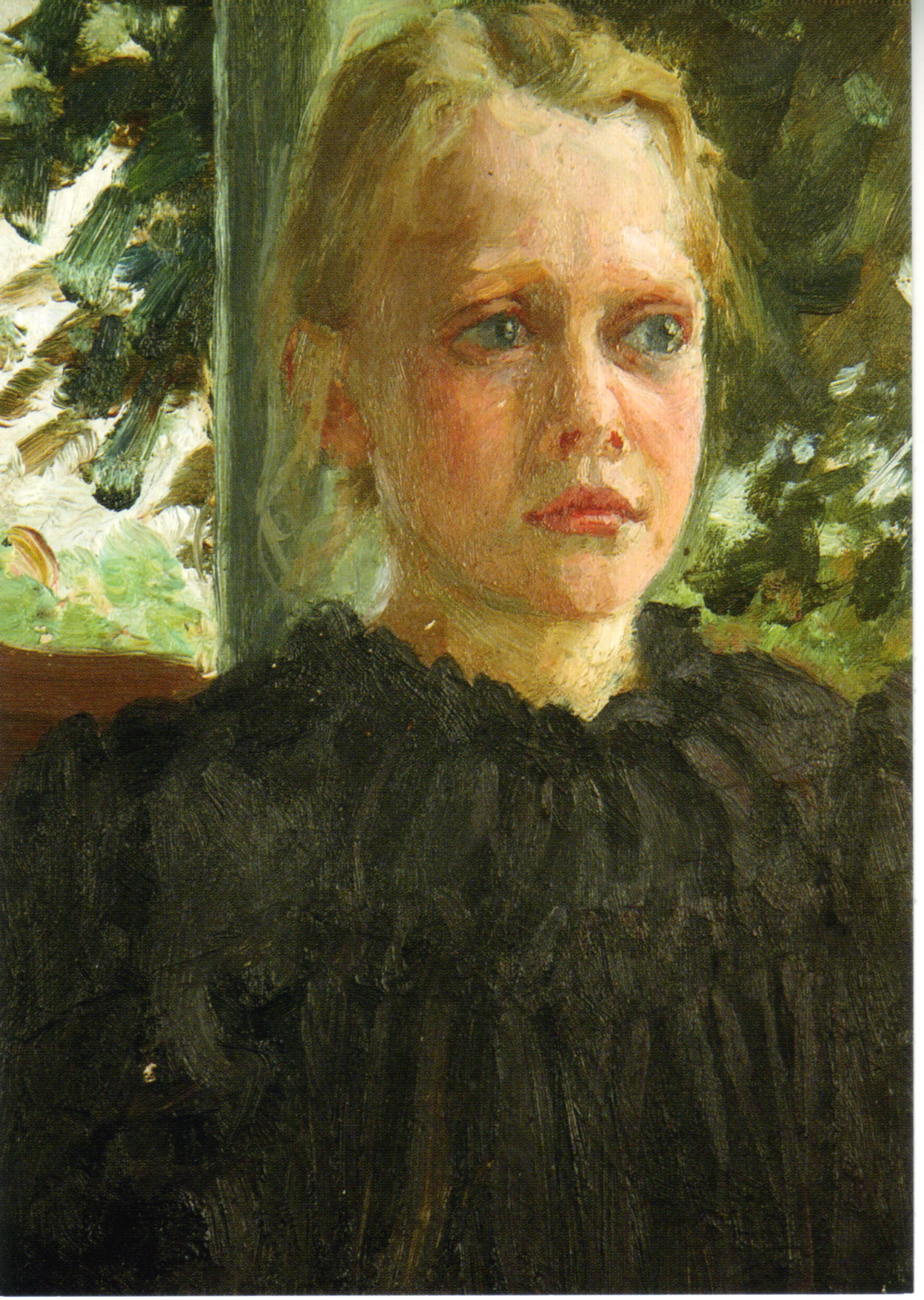
حوالي 1906 (جوليا هاسلبرغ ، متحف بليكينج)